# Kachchatheevu
Kachchatheevu (Tamil: கச்சத்தீவு Kaccattīvu [ˈkatːʃət̪iːʋɯ]; auch: Katchatheevu, Kachatheevu, Kachativu) ist eine unbewohnte Insel in Sri Lanka. Sie ist rund 1,6 Kilometer lang und 300 Meter breit und liegt in der Palkstraße zwischen Sri Lanka und dem indischen Bundesstaat Tamil Nadu. Die zu Sri Lanka gehörige Insel Neduntheevu (Delft) liegt 19 Kilometer nordöstlich, die indische Insel Pamban mit der Stadt Rameswaram 22 Kilometer südwestlich.
Kachchatheevu war lange zwischen Sri Lanka und Indien umstritten. Ursprünglich gehörte die Insel zum Grundbesitz der Rajas von Ramanathapuram (Ramnad) auf der indischen Seite, weshalb die indischen Fischer von den angrenzenden Küstengebieten traditionell die Fischereirechte für die Gewässer um Ramnad beanspruchen. 1974 schlossen Indien und Sri Lanka ein Abkommen über die Seegrenze zwischen den beiden Staaten, durch das die Insel zu Sri Lanka kam.
Gleichzeitig erhielten indische Fischer und Pilger das Recht, die Insel nach wie vor ungehindert betreten zu dürfen. Wegen der angespannten Situation während des Bürgerkrieges in Sri Lanka (1983–2009) und Streitigkeiten um die Fischereirechte in der Palkstraße kam es in den Gewässern um Kachchatheevu wiederholt zu Konflikten: Indische Fischer, die in den sri-lankischen Hoheitsgewässern fischen, wurden regelmäßig von der sri-lankischen Marine, den Seetruppen der tamilischen LTTE-Rebellen oder sri-lankischen Fischern angegriffen. Politische Parteien im indischen Bundesstaat Tamil Nadu haben das Thema aufgegriffen und fordern, die Abtretung Kachchatheevus an Sri Lanka rückgängig zu machen.
Auf Kachchatheevu steht eine katholische Kirche, die dem Heiligen Antonius geweiht ist. Jährlich im März findet auf der Insel ein Kirchenfest statt, zu dem zahlreiche katholische Fischer von beiden Seiten der Palkstraße pilgern. Nach einer zwanzigjährigen Unterbrechung wegen des Bürgerkriegs wird das Fest seit 2002 wieder abgehalten. 2014 wurde es von über 5000 Gläubigen aus Sri Lanka und Indien besucht.